# Família nuclear

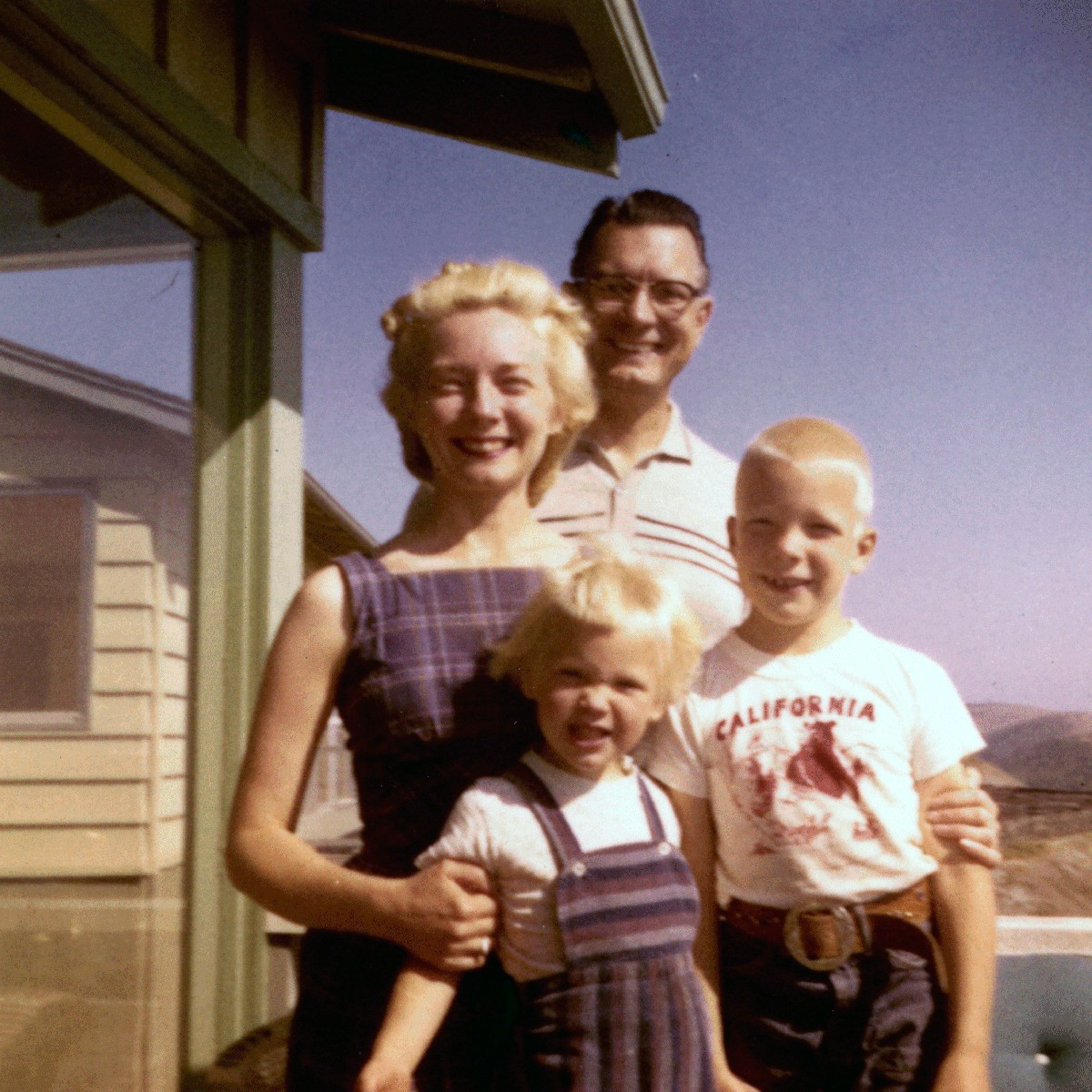
Una família nuclear nord-americana formada per la mare, el pare i els seus fills cap al 1955

La família nuclear és un tipus de família que agrupa en un mateix habitatge la parella i els fills, que funcionen com a nucli autònom, en oposició a la família extensa on tenen un paper destacat altres parents. És un model força estès a Occident, però minoritari en el còmput mundial.
El model tradicional d'aquesta família es basa en un vincle de matrimoni heterosexual, però està essent fortament contestat per l'auge de famílies monoparentals (per la decisió de tenir fills sense parella o per un divorci), parelles de fet i el matrimoni homosexual.
Una persona no pot pertànyer a dos nuclis familiars alhora. Si els fills formen part d'un altre nucli (si estan casats o si tenen fills) no formen part del nucli inicial, amb independència que convisquin o no.
D'acord amb el Diccionari Cambrigde, el terme data de 1947 i, per tant, és relativament nou, encara que les estructures socials que designa no ho siguin. El canvi de les estructures familiars extenses a les nuclears en moltes societats no occidentals obeeix en moltes ocasions a la difusió dels valors i civilització occidentals.

## Història
L'ADN extret d'ossos i dents descobert en un lloc d'enterrament de l'Edat de Pedra de 4.600 anys d'antiguitat a Alemanya ha proporcionat les primeres proves del reconeixement social d'una família formada per dos pares amb diversos fills.
Els historiadors Alan Macfarlane i Peter Laslett, entre altres investigadors europeus, diuen que les famílies nuclears han estat un acord principal a Anglaterra des del segle xiii. Aquesta disposició principal era diferent de les disposicions normals al sud d'Europa, a algunes parts d'Àsia i a l'Orient Mitjà, on era comú per als joves adults romandre o casar-se a la casa familiar. A Anglaterra, les llars multigeneracionals eren poc freqüents perquè els adults joves estalviarien prou diners per anar-se'n a la seva pròpia llar un cop es casessin. La sociòloga Brigitte Berger va argumentar que:
| «                 | La jove família nuclear havia de ser flexible i mòbil en la recerca d'oportunitats i propietats. Obligats a confiar en el seu propi enginy, els seus membres també havien de planificar el futur i desenvolupar hàbits burgesos de treball i estalvi. | » |
| — Brigitte Berger | |   |

Berger també esmenta que aquesta podria ser una de les raons per les quals va començar la Revolució Industrial a Anglaterra i altres països del nord-oest d'Europa. Tanmateix, la historicitat de la família nuclear a Anglaterra ha estat qüestionada per Cord Oestmann.
Les estructures familiars d'una parella barrejada i els seus fills estaven presents a l'Europa occidental i Nova Anglaterra al segle xvii, influenciades pels governs de l'església i la teocràcia. Amb l'aparició de la protoindustrialització i el capitalisme primerenc, la família nuclear es va convertir en una unitat social financerament viable.
Segons la classificació europea de famílies proposada per Emmanuel Todd en l’assaig tipològic de models familiars europeus i d’anàlisi de la influència sobre components en matèria de religió, política, econòmica, basant-se en dues variables (igualtat-desigualtat) en les relacions entre pares i fills defineix cinc tipus de famílies amb localitzacions geogràfiques que poden ser interrelacionades, dues de les quals corresponen al que anomena família nuclear:
- família nuclear absoluta, es caracteritza pel liberalisme en les relacions entre pares i fills i manca d’igualtat entre germans. Todd la identifica en les zones de gran part d'Anglaterra, est d'Escòcia, Dinamarca, sud-est de Noruega, nord i oest dels Països Baixos i oest interior francès.
- família nuclear igualitària, associada per la igualtat i llibertat, situa en el nord de França, nord-oest d'Itàlia, centre de Portugal i centre i sud-est d'Espanya.

Les altres tres tipus de famílies corresponen a d'altres tipus de família diferents de la nuclear: família troncal completa, amb una forta autoritat paterna i desigualtat entre germans, família comunitària i família tronc de tipus incomplet, amb modalitats variables però amb una forta autoritat paternal i amb igualtat entre germans. A diferència de les famílies comunitàries on els patriarques conserven el predomini i comparteixen el poder amb l’hereu designat, en les famílies nuclears les condicions de la gent gran són més precàries, especialment si no disposen de patrimoni.
El mateix Todd estableix proposa una classificació de sistemes familiars amb la seva hipòtesi segons la qual les relacions familiars entre pares i fills, entre marit i dona serveixen de model per relacions polítiques i per definir la relació de l'individu amb l'autoritat, tenint en compte que la relació entre pare i fill reflecteix la noció de llibertat i que les relacions entre germans la d'igualtat, per la qual cosa obté quatre sistemes:
- Liberal i desigual;
- Liberal i igualitari;
- Autoritari i desigual;
- Autoritari i igualitari.

Els dos primers sistemes corresponen a la família nuclear, el dos altres, de tipus autoritari en la relació pare-fill, a la família originària o a la família patriarcal, segons la classificació de Le Play.

## Variacions en l'ús del terme
El terme pot tenir diferents variacions, però en la seva accepció més comuna, el terme família nuclear es refereix a un grup domèstic conformat per un pare i una mare, pare i pare o mare i mare i els seus fills. George Murdock descrivia la família en aquests termes: 
| « | La família és un grup social caracteritzat per una residència comuna, la cooperació econòmica i la reproducció. Contenen adults de tots dos sexes, els quals mantenen una relació sexual socialment aprovada. També inclou un o més fills, propis o adoptats, dels adults que cohabiten sexualment. | » |

En algunes ocasions, s'empra el terme per a descriure les llars monoparentals i aquelles famílies en les quals els pares no constitueixen una parella conjugal.

## Diferències amb la família extensa
Al voltant del món, les normes sobre l'estructura familiar són diferents. Les representacions sobre el que constitueix una família canvien d'acord amb la cultura, la mobilitat, la salut o la tradició. En moltes societats, la necessitat de ser secundat socialment és un fet molt comú, especialment en aquells llocs on els costos econòmics per a la formació d'un patrimoni són molt elevats. En aquests contextos, la família nuclear es torna un obstacle més que una oportunitat, i per això sorgeixen formes familiars diferents, com aquella que a Occident es diu família estesa.
Una grup extens consta de membres de la família no nuclears (o «no immediats») considerats juntament amb membres de la família nuclear (o «immediats»). Quan hi ha una família extensa, també influeixen en el desenvolupament dels nens tant com ho farien els pares per si mateixos. En una família extensa, els recursos solen compartir-se entre els implicats, afegint més aspecte comunitari a la unitat familiar. Això no es limita a compartir objectes i diners, sinó que inclou el temps per compartir. Per exemple, la família extensa com els Avis poden vetllar pels seus nets permetent als pares continuar i seguir una carrera professional i crear un entorn saludable i de suport on els nens creixin i permet als pares tenir molt menys estrès. Segons alguns estudis, les famílies extenses ajuden a mantenir els nens de la família més sans a causa de tots els recursos que reben ara que tenen altres persones que els poden ajudar i donar suport a mesura que creixen.

## Canvis en la formació de la família nuclear
L'antropologia i la sociologia estudien les famílies i la seva conformació, intentant definir les diferències entre els tipus d'elles. No obstant això, mentre que l'antropologia històricament ha estat més receptiva a l'anàlisi de tots els tipus de família existents, la sociologia poques vegades contempla a la família nuclear com una estructura. Bittman es pregunta per què els sociòlegs promouen la idea de família nuclear quan «molt poques societats mostren una inclinació a aquesta mena de família».
L'ascens de la família nuclear és originada, segons la hipòtesi del mateix Bittman, per:
- El relatiu augment de l'edat mitjana al moment de casar-se en les societats industrialitzades.
- La caiguda de la taxa de fertilitat i el retard dels primers naixements en les noves parelles.
- El patró històric de la fertilitat inestable: va d'un boom a una depressió, depenent d'altres factors socioeconòmics i culturals.
- L'envelliment de la població i la tendència a l'increment de l'esperança de vida.
- L'augment de la taxa de divorcis i de persones que no desitgen contreure matrimoni.

Malgrat això, en països com els Estats Units, la família nuclear apareix com l'estructura més estesa respecte a altres alternatives. En aquest país, les famílies nuclears representen el 73% de les llars amb nens, d'acord amb el cens de l'any 2000.

### Efecte sobre la mida de la família
Com a factor de fecunditat, les llars unifamiliars nuclears generalment tenen un nombre més gran de fills que els acords de convivència cooperativa segons estudis tant del món occidental i Índia.
S'han fet estudis que mostren una diferència en el nombre de fills desitjats per llar segons el lloc on viuen. Les famílies que viuen a les zones rurals volien tenir més fills que les famílies a les zones urbanes. Un estudi realitzat al Japó entre octubre de 2011 i febrer de 2012 va investigar més l'efecte de l'àrea de residència sobre el nombre mitjà desitjat de nens. Els investigadors de l'estudi van arribar a la conclusió que les dones que vivien a les zones rurals amb famílies més nombroses tenien més probabilitats de voler més fills, en comparació amb les dones que vivien a zones urbanes del Japó.

## Nous models familiars
Els diferents moviments polítics i socials com el feminisme, per una banda, i l’inici de l’arribada dels anticonceptius de masses, han generat també una transformació lenta però profunda de les famílies amb una progressiva igualtat entre homes i dones. Totes aquestes transformacions ideològiques i formals van viure una nova empenta amb l’arribada, a partir dels anys noranta del segle xx, dels models actuals de família anomenades postmodernes o postpatriarcals.
El divorci també ha donat lloc a noves maneres d'establir relacions parentals entre cònjuges, així com entre aquests i els seus fills. Des de finals del segle xx, a les societats occidentals ha augmentat el nombre de famílies monoparentals per aquesta causa. Aquestes famílies tenen un major risc de pobresa, segons la compareixença de la consellera de Benestar Social i Família de la Generalitat de Catalunya en el Parlament de Catalunya.
El divorci representa un desafiament per als defensors de la família nuclear. Whitehead (1996) descriu aquestes famílies post nuclears com a estructures «trencades en la mesura en què el llaç marital ha estat trencat».
Els autors postmodernistes argumenten que ja no vivim al món modern amb estructures ordenades previsibles, com ara la clàssica estructura de la família nuclear. La societat ha entrat en una nova etapa postmoderna caòtica on les estructures familiars són increïblement variades i els individus tenen molta més llibertat d'elecció en aspectes de la seva vida que haurien estat relativament restringits en el passat, que afecta els estils de vida, relacions personals i familiars.